# Могилёвский завод искусственного волокна
Могилёвский завод искусственного волокна (Могилёвский ЗИВ; бел. Магілёўскі завод штучнага валакна) — белорусское химическое предприятие, расположенное в городе Могилёве. В 1940 году было одним из крупнейших химических предприятий в СССР. В 2012 году предприятие было ликвидировано как юридическое лицо, к 2018 году была снесена большая часть производственных корпусов.

## История

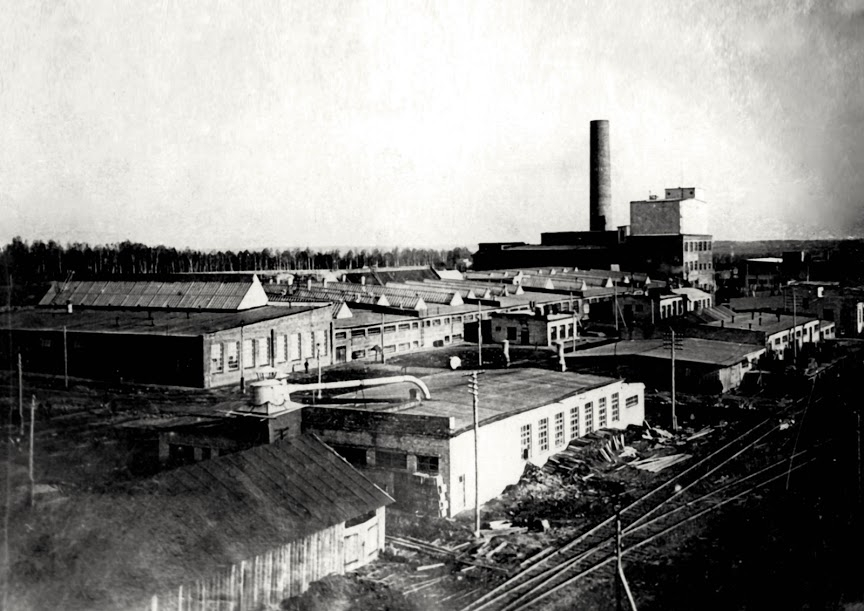
Завод в 1930-е годы

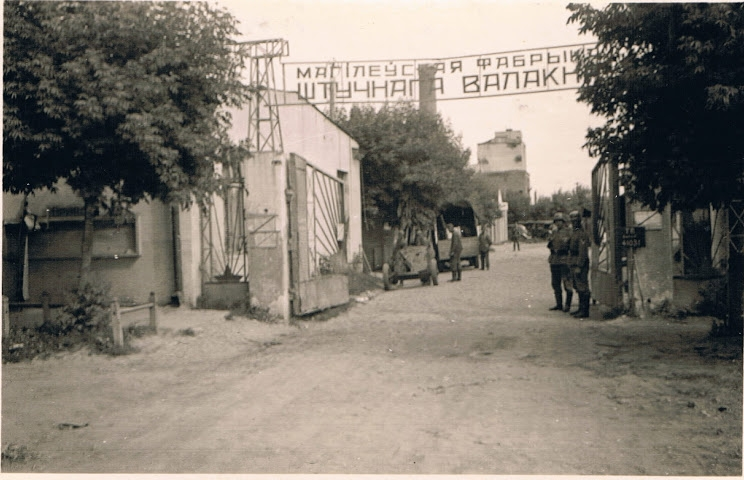
Проходная завода в 1941 году

Завод искусственного шёлка «Могволокно» был построен в рамках индустриализации Белорусской ССР в 1929—1930 годах. Первая очередь завода с передовым немецким оборудованием была запущена 7 ноября 1930 года. Завод стал первым крупным предприятием химической промышленности в Белорусской ССР. К 1933 году предприятие достигло проектной мощности. В 1940 году завод производил 40 % химических волокон в СССР. В годы Великой Отечественной войны корпуса завода были разрушены, к 1948 году завод был восстановлен. С 1945 года предприятие называлось «завод № 511», с 1962 года — Могилевский завод искусственного волокна им. В. В. Куйбышева. В 1955 году была запущена вторая очередь производства вискозного шёлка. В 1959 году (по другим данным, в 1957 году) предприятие освоило выпуск целлофана, в 1960 году — штапельного волокна. В 1971 году завод награждён орденом Октябрьской революции. В 1972 году был введён в эксплуатацию цех синтетического волокна. В 1975 году завод искусственного волокна объединён с комбинатом синтетического волокна в могилёвское производственное объединение «Химволокно». По состоянию на 1999 год завод производил вискозную текстильную нить, целлюлозную оболочку для сосисок, полипропиленовую и полиэтиленовую плёнку, ткань из полипропиленовой плёночной нити. В 2002 году предприятие было преобразовано в открытое акционерное общество.
Завод считался экологически неблагополучным, регулярными были выбросы вредных веществ производства с неприятным запахом.

## Закрытие
В 2009 году начался вывод из эксплуатации экономически убыточного производства по выпуску вискозных нитей. В качестве обоснования прекращения производства данного вида продукции называлось устаревание технологии, высокий износ оборудования и высокая энергоёмкость производства. В ноябре 2011 года Могилёвский завод искусственного волокна было решено присоединить к ОАО «Могилёвхимволокно» (построенному в 1960-е годы комбинату синтетического волокна) с прекращением производства уже в 2012 году. 30 июня 2012 года ОАО «Могилёвский завод искусственного волокна» было ликвидировано. На территории предприятия сохранялось производство полипропиленовых и полиэтиленовых плёнок, но к 2013 году их также перенесли на «Могилёвхимволокно». В августе 2017 года начался снос сооружений бывшего завода, и к маю 2018 года площадка завода была расчищена, за исключением нескольких сооружений.